# Église Saint-Nicolas d'Oisy
L'église Saint-Nicolas d'Oisy est une église située à Oisy, dans le département de l'Aisne, en France.